# Cucullia lobnorica
Cucullia lobnorica är en fjärilsart som beskrevs av Max Wilhelm Karl Draudt 1934. Cucullia lobnorica ingår i släktet Cucullia och familjen nattflyn. Inga underarter finns listade i Catalogue of Life.